# Frits Nöllgen
Frits Nöllgen (Heerlen, 20 december 1964) is een voormalig Nederlands voetballer. Hij stond onder contract bij Roda JC en MVV.

## Statistieken
| Seizoen | Club       | Land      | Competitie   | Wed. | Goals |
| ------- | ---------- | --------- | ------------ | ---- | ----- |
| 1988/89 | Roda JC    | Nederland | Eredivisie   | 21   | 5     |
| 1989/90 | SC Hasselt | Belgiê    | Derde Klasse | 25   | 9     |
| 1990/91 | MVV        | Nederland | Eredivisie   | 14   | 0     |
| Totaal  | Totaal     | Totaal    | Totaal       | 60   | 14    |